# Zbigniew Szwagierczak
Zbigniew Szwagierczak (ur. 3 czerwca 1956) – polski kierowca wyścigowy. Wywalczył 19 tytułów Mistrza Polski (8) i Wicemistrza Polski (11) w wyścigach płaskich, górskich i rajdach samochodowych. Startował w zespołach fabrycznych krajowych i zagranicznych.
Wielokrotnie startował w wyścigowych rozgrywkach pucharowych na prawie wszystkich europejskich torach wyścigowych. Do dziś jest aktywnym zawodnikiem nadal startującym w rozlicznych wyścigach i rajdach samochodowych. Za sportowe osiągnięcia został odznaczony narodowym tytułem Mistrza Sportu.
Jest instruktorem sportów motorowych, wykładowcą Akademii Jazdy Sportowej. Jego wychowankami między innymi są: Jakub Pietruszyński, Jakub Golec, Maciej Marcinkiewicz, Marcin Bartkowiak, Małgosia Serbin, Jacek Henschke, Maciej Steinhof, Norbert Stańczyk, Stefan Biliński, Łukasz Komornicki, Łukasz Kotarba, Kuba Gerber, Jola Fabiańska, Marcin Scheffler, Maciej Roch Pietrzak, Artur Lemke.